# تومي دوغلاس
توماس كليمنت دوغلاس، العضو في مجلس الملكة الخاص لكندا والحاصل على وسام كندا ووسام استحقاق ساسكاتشوان (20 أكتوبر 1904 - 24 فبراير 1986)، سياسي كندي شغل منصب رئيس وزراء ساسكاتشوان من عام 1944 حتى عام 1961 وزعيم الحزب الديمقراطي الجديد من عام 1961 حتى عام 1971. كان كاهنًا معمدانيًا، وانتُخب في مجلس العموم الكندي عام 1935 كعضو في اتحاد الكومنولث المشترك. ترك السياسة الفدرالية ليصبح قائد اتحاد الكومنولث المشترك في ساسكاتشوان ثم رئيس الوزراء السابع لساسكاتشوان. كانت حكومته أول حكومة اشتراكية ديمقراطية في أمريكا الشمالية وقدمت أول برنامج عالمي للرعاية الصحية مدفوع الأجر في القارة، والمعروف باسم ميديكير.
بعد إعداد برنامج ميديكير في ساسكاتشوان، تنحى دوغلاس عن منصبه وذهب لقيادة الحزب الديمقراطي الفدرالي الجديد، الحزب الذي خلف اتحاد الكومنولث المشترك الوطني. انتُخب ليصبح أول قائد فدرالي له في عام 1961. رغم أن دوغلاس لم يقد الحزب إلى الحكومة، لكن خلال معظم فترة عمله، حافظ الحزب على ميزان القوى في مجلس العموم. وكان المعارض الرئيسي لفرض قانون تدابير الحرب خلال أزمة أكتوبر في عام 1970. استقال من منصبه كقائد في العام التالي، لكنه بقي عضوًا في البرلمان حتى عام 1979.
حصل دوغلاس على العديد من الشهادات الفخرية، وسُميت مؤسسةٌ نسبةً إليه ومعلمه السياسي إم. جاي. كولدويل في عام 1971. في عام 1981، كان شديد الاهتمام بوسام كندا، وأصبح عضوًا في المجلس الخاص في كندا عام 1984، قبل وفاته بعامين. في عام 2004، أطلق برنامجًا تلفزيونيًا على قناة سي بي سي اسمه تومي دوغلاس «أعظم كندي»، استنادًا إلى استطلاع رأي واسع النطاق في كندا يدعمه المشاهدون.

## النشأة
وُلد توماس كليمنت دوغلاس في عام 1904 في كاميلون، فالكيرك، في اسكتلندا، كان ابن آني (قبل الزواج كليمنت) وتوماس دوغلاس، وهو سباك معادن قاتل في حرب البوير. في عام 1910، هاجرت عائلته إلى كندا، حيث استقرت في مدينة وينيبيغ. قبل وقت قصير من مغادرته اسكتلندا، سقط دوغلاس وأصاب ركبته اليمنى. أُصيب بالتهاب العظم والنقي وخضع لعدد من العمليات في اسكتلندا لمحاولة علاج هذه المشكلة. في وقت لاحق في وينيبيغ، هاجمه التهاب العظم والنقي مرة أخرى، وأُرسل دوغلاس إلى المستشفى. أخبر الأطباء هناك والديه أنه يجب بتر ساقه. ولكن، اهتم به جراح عظام معروف ووافق على علاجه مجانًا إذا سمح والداه لطلاب الطب بمراقبة الحالة. بعد عدة عمليات، أُنقذت ساق دوغلاس. أقنعته هذه التجربة أن الرعاية الصحية يجب أن تكون مجانية للجميع. بعد عدة سنوات، قال دوغلاس في إحدى المقابلات: «شعرت أنه لا ينبغي على أي فتى أن يتمكن من الاحتفاظ بساقه أو حياته اعتمادًا على قدرة والديه على جمع ما يكفي من المال لإحضار جراح من الدرجة الأولى إلى جانب سريره».
خلال الحرب العالمية الأولى، عادت الأسرة إلى غلاسكو في اسكتلندا. عادوا إلى وينيبيغ في أواخر عام 1918، ليشهد دوغلاس الإضراب العام في وينيبيغ. من موقع على السطح يطل على الشارع الرئيسي، شاهد الشرطة وهي تهاجم المضربين بالعصي والبنادق، وشاهد عربة نقل تنقلب وتُضرم النيران فيها. شاهد شرطة الخيالة الكندية الملكية وهي تطلق النار على أحد العمال وتقتله. أثر هذا الحادث على دوغلاس في وقت لاحق من حياته من خلال تعزيز التزامه بحماية الحريات الأساسية ضمن وثيقة الحقوق عندما أًصبح رئيس وزراء ساسكاتشوان.
في عام 1920، في سن الخامسة عشرة، بدأ دوغلاس حياته المهنية كهاوٍ في الملاكمة في اتحاد ون بيغ يونيون في وينيبيغ. بوزن يبلغ 135 رطلاً (61 كغ)، قاتل دوغلاس في عام 1922 في بطولة الأوزان الخفيفة في مانيتوبا، وفاز باللقب بعد قتال استمر ست جولات. أصيب دوغلاس بكسر في أنفه، وفقد بعض أسنانه، وأصيب بتمزق أربطة في اليد والإبهام. حافظ على اللقب في العام التالي.
في عام 1930، تزوج دوغلاس من إيرما ديمبسي، طالبة موسيقى في كلية براندون. أنجبا ابنة واحدة، الممثلة شيرلي دوغلاس، وبعد ذلك تبنيا ابنة ثانية، جوان، التي أصبحت ممرضة. حفيده هو الممثل كيفر سثرلاند، ابن ابنته شيرلي والممثل دونالد سثرلاند.

## تعليمه
بدأ دوغلاس تعليمه في المدرسة الابتدائية في وينيبيغ. أكمل تعليمه الابتدائي بعد عودته إلى غلاسكو. كان يعمل كصبي الصابون في محل للحلاقة، يفرك رغوة الصابون بالشوارب القاسية، ثم ترك المدرسة الثانوية في سن الثالثة عشرة بعد حصوله على وظيفة في معمل للفلين. عرض المالك أن يدفع لدخول دوغلاس مدرسة ليلية كي يتمكن من تعلم اللغتين البرتغالية والإسبانية، وهي لغات ستمكنه من أن يصبح مشتريًا للفلين. لكن عادت الأسرة إلى وينيبيغ عندما انتهت الحرب وعمل دوغلاس في مهنة الطباعة. أنهى تدريباً مدته خمس سنوات وعمل كمشغل لاينوتايب وأخيراً حصل على شهادة عامل ماهر، لكنه قرر العودة إلى المدرسة لتحقيق طموحه بأن ينال سر الكهنوت.

### جامعة براندون
في عام 1924، التحق دوغلاس البالغ من العمر تسعة عشر عامًا بكلية براندون، وهي مدرسة معمدانية تابعة لجامعة ماكماستر، لإنهاء المدرسة الثانوية ودراسة اللاهوت. خلال سنواته الست في الكلية، تأثر بحركة الإنجيل الاجتماعية، التي جمعت بين المبادئ المسيحية والإصلاح الاجتماعي. شجع الأساتذة المتحررون في كلية براندون الطلاب على التشكيك في معتقداتهم الدينية الأصولية. اعتقدوا أن المسيحية كانت مهتمة بالسعي لتحقيق العدالة الاجتماعية بقدر ما كانت مهتمة بالنضال من أجل الخلاص الفردي. أكمل دوغلاس دورة في النظام الاشتراكي في جامعة براندون ودرس الفلسفة اليونانية. احتل المرتبة الأولى على صفه الدراسي خلال السنوات الثلاث الأولى. ثم تنافس على الميداليات الذهبية في آخر ثلاث سنوات مع طالب جديد يدعى ستانلي نولز. أصبح كلاهما فيما بعد كاهنين وسياسيين يساريين بارزين. كان دوغلاس ناشطًا فعالًا في الأنشطة اللامنهجية. أصبح بطلًا في المناقشة، وكتب لصحيفة المدرسة وشارك في انتخابات اتحاد الطلاب وحصل على منصب رئيس الهيئة الطلابية في سنته الأخيرة.
مول دوغلاس تعليمه في كلية براندون عن طريق تقديم خدمات يوم الأحد في العديد من الكنائس الريفية مقابل 15 دولارًا في الأسبوع. أجبر النقص في رجال الدين الطوائف الصغرى على الاعتماد على الكهنة الطلاب. أفاد دوغلاس في وقت لاحق أنه نشر خطبًا تشجع على الإصلاح الاجتماعي ومساعدة الفقراء: «إن الكتاب المقدس يشبه الكمان الأجهر... يمكنك عزف أي نغمة تريدها تقريبًا» وأضاف أن اهتمامه بالمسائل الاجتماعية والاقتصادية دفعه إلى التبشير بـ «بناء مجتمع وبناء المؤسسات التي سترفع من شأن البشرية». حصل أيضًا على المال من خلال تقديم عروض إفرادية مسلية وإلقاء الشعر في عشاء الكنيسة واجتماعات نادي الخدمة مقابل خمسة دولارات لكل أداء. خلال عاميه الثاني والثالث في الكلية، كان يبشر في كنيسة المشيخية في كاربيري، مانيتوبا. حيث التقى بابنة مزارع تدعى إيرما ديمبسي التي أصبحت فيما بعد زوجته.

## جوائز
حصل على جوائز منها:
- قاعة مشاهير الطب الكنديين (1998)[18]
- مجلس الملكة الخاص بكندا
- نيشان ساسكاتشوان للاستحقاق [الإنجليزية]‏
- شريك وسام كندا
- The Greatest Canadian [الإنجليزية]‏.